# South Naknek
South Naknek – jednostka osadnicza w Stanach Zjednoczonych, w stanie Alaska, w okręgu Bristol Bay.